# Joan Allen
Joan Allen (ur. 20 sierpnia 1956 w Rochelle, Illinois) – amerykańska aktorka. Nominowana do Oscara za rolę w filmie Nixon (1995).

## Filmografia
- Łowca (Manhunter, 1986) jako Reba McClane
- Peggy Sue wyszła za mąż (Peggy Sue Got Married, 1986) jako Maddy Nagle
- Nixon (1995) jako Pat Nixon
- Burza lodowa (The Ice Storm, 1997) jako Elena Hood
- Miasteczko Pleasantville (Pleasantville, 1998) jako Betty Parker
- Ukryta prawda (The Conteder, 2000) jako senator Laine Hanson
- Mgły Avalonu (The Mists of Avalon, 2001) jako Morgause
- Krucjata Bourne’a (The Bourne Supremacy, 2004) jako Pamela Landy
- Bonneville (2006) jako Carol
- Ultimatum Bourne’a (The Bourne Ultimatum, 2007) jako Pamela Landy
- Death Race: Wyścig śmierci (Death Race, 2008) jako Warden Hennessey
- Georgia O’Keeffe (2009) jako Georgia O’Keeffe
- Kto napisze naszą historię (Who Will Write Our History, 2018) jako Rachela Auerbach (głos)